# Kurt Komarek
Kurt Ludwig Komarek (Viena, 23 de junho de 1926) é um químico austríaco.

## Condecorações
- 1981: Prêmio Erwin Schrödinger[1]

## Publicações
- Viena, 1983: Korrosion von austenitischen Stählen in flüssigem Natrium
- Böhlau Verlag, Viena 1998: Virtualität und Realität : Bild und Wirklichkeit in den Naturwissenschaften